# 過海隧道巴士N118線
過海隧道巴士N118線是香港一條來往小西灣（藍灣半島）至長沙灣（深旺道）的通宵過海隧道巴士路線，由九巴及城巴聯合經營，提供小西灣及柴灣來往西九龍的特快通宵過海隧道巴士服務，走線與提速前的118相若。

## 歷史
- 1997年4月13日：本線投入服務，於118線收車後提供服務。
- 2000年8月12日：為方便銅鑼灣乘客前往西九龍，本線往深水埗加停銅鑼灣鵬利中心。
- 2001年7月22日：為配合小西灣（藍灣半島）公共運輸交匯處啟用而遷往。
- 2004年7月4日：本線九龍總站遷往深水埗（東京街）[1]。
- 2016年3月28日：九巴班次增設實時抵站時間查詢服務。
- 2016年10月6日：因深水埗（東京街西）巴士總站臨時關閉以興建公屋，九龍總站遷往長沙灣（深旺道）巴士總站。
- 2018年5月28日：城巴班次增設實時抵站時間查詢服務。
- 2019年2月24日：往小西灣方向，加停東京街西「西九龍法院大樓」站。[2]

## 服務時間（詳細班次）
| 每日小西灣（藍灣半島）開 | 每日小西灣（藍灣半島）開 | 每日小西灣（藍灣半島）開 | 每日小西灣（藍灣半島）開 | 每日小西灣（藍灣半島）開 |
| ------------------------ | ------------------------ | ------------------------ | ------------------------ | ------------------------ |
| 00:10                    | 00:25                    | 00:40                    | 00:55                    | 01:15                    |
| 01:35                    | 01:55                    | 02:15                    | 02:35                    | 02:55                    |
| 03:15                    | 03:35                    | 03:55                    | 04:15                    | 04:35                    |
| 04:55                    | 05:15                    | 05:35                    | 05:55                    |                          |

| 每日長沙灣（深旺道）開 | 每日長沙灣（深旺道）開 | 每日長沙灣（深旺道）開 | 每日長沙灣（深旺道）開 | 每日長沙灣（深旺道）開 |
| ---------------------- | ---------------------- | ---------------------- | ---------------------- | ---------------------- |
| 00:10                  | 00:30                  | 00:50                  | 01:10                  | 01:25                  |
| 01:40                  | 01:55                  | 02:15                  | 02:35                  | 02:55                  |
| 03:15                  | 03:35                  | 03:55                  | 04:15                  | 04:35                  |
| 04:55                  | 05:15                  | 05:35                  | 05:55                  |                        |

- 註：有紅字班次為九巴派車，其餘班次為城巴派車。

## 收費
全程：$16.7
- 過紅磡海底隧道後往長沙灣（深旺道）／小西灣（藍灣半島）：$9.2

| - 本線設有12歲以下小童及65歲或以上長者半價優惠。 - 65歲或以上香港居民使用「樂悠咭」，以及12歲以下合資格殘疾兒童使用「殘疾人士身份」個人八達通繳付車資，均可享有每程$2.0或半價（以較低者為準）的票價優惠；12至64歲合資格殘疾人士使用「殘疾人士身份」個人八達通（包括「樂悠咭」），以及60至64歲香港居民使用「樂悠咭」繳付車資，均可享有每程$2.0或全費（以較低者為準）的票價優惠。 - 65歲或以上長者如使用長者或一般個人八達通繳付車資，則只可享有半價優惠；12至64歲合資格殘疾人士如不使用「殘疾人士身份」個人八達通，以及60至64歲人士如不使用「樂悠咭」繳付車資，必須繳付全費。 - 乘客可以現金或八達通於上車時付款，不設找續。 - 每位成人乘客可免費攜帶最多兩名4歲以下而不佔座位的兒童乘客乘車，超額之4歲以下小童必須繳付小童車費乘車。 - 持有「九巴月票」之乘客在車票有效期內，每日可享最多10程任何九龍巴士及龍運巴士路線（包括本路線，合資格車程只適用於九龍巴士／龍運巴士提供的班次；惟乘搭機場「A」及「NA」線則可享原價二七折優惠（不會計算每天10次合資格車程））；而B1線則可每日可享最多2程（不會計算每天10次合資格車程）。 - 九龍巴士、城巴、龍運巴士及陽光巴士全職員工及家屬（不包括外判職員）可免費乘搭本路線（陽光巴士員工及家屬只適用於九龍巴士提供的班次），惟必須拍職員或職員家屬八達通。 - 乘客亦可使用AlipayHK「易乘碼」、支付寶、WeChatHK／微信支付「搭車碼」、銀聯雲閃付「乘車碼」及BOC Pay「乘車碼」、具有感應式支付功能的JCB、卡美國運通、大來國際、Discover Card（只適用於九龍巴士／龍運巴士提供的班次）、VISA、Mastercard及銀聯卡，以及Apple Pay、Google Pay及Samsung Pay流動支付平台繳付車資。九巴班次的乘客使用上述付款方式，將只可享有與其他九巴路線／聯營路線九巴班次之轉乘優惠；城巴班次的乘客使用上述付款方式，將只可享有與其他城巴獨營路線或聯營線城巴班次之轉乘優惠。乘客亦不能享有「公共交通費用補貼計劃」及「長者及合資格殘疾人士公共交通票價優惠計劃」。 |

## 行車路線
小西灣（藍灣半島）開經：小西灣道、富怡道、小西灣道、柴灣道、環翠道、柴灣道、東區走廊、維園道、告士打道、內告士打道、天橋、紅磡海底隧道、康莊道、漆咸道北、加士居道、彌敦道、荔枝角道、黃竹街、汝州街、欽州街、欽州街西及深旺道。
長沙灣（深旺道）開經：深旺道、興華街西、連翔道、東京街西、東京街、青山道、欽州街、長沙灣道、彌敦道、加士居道、漆咸道北、康莊道、紅磡海底隧道、告士打道、維園道、歌頓道、電氣道、渣華道、民康街、東區走廊、柴灣道、環翠道、柴灣道、小西灣道、富怡道及小西灣道。

### 沿線車站

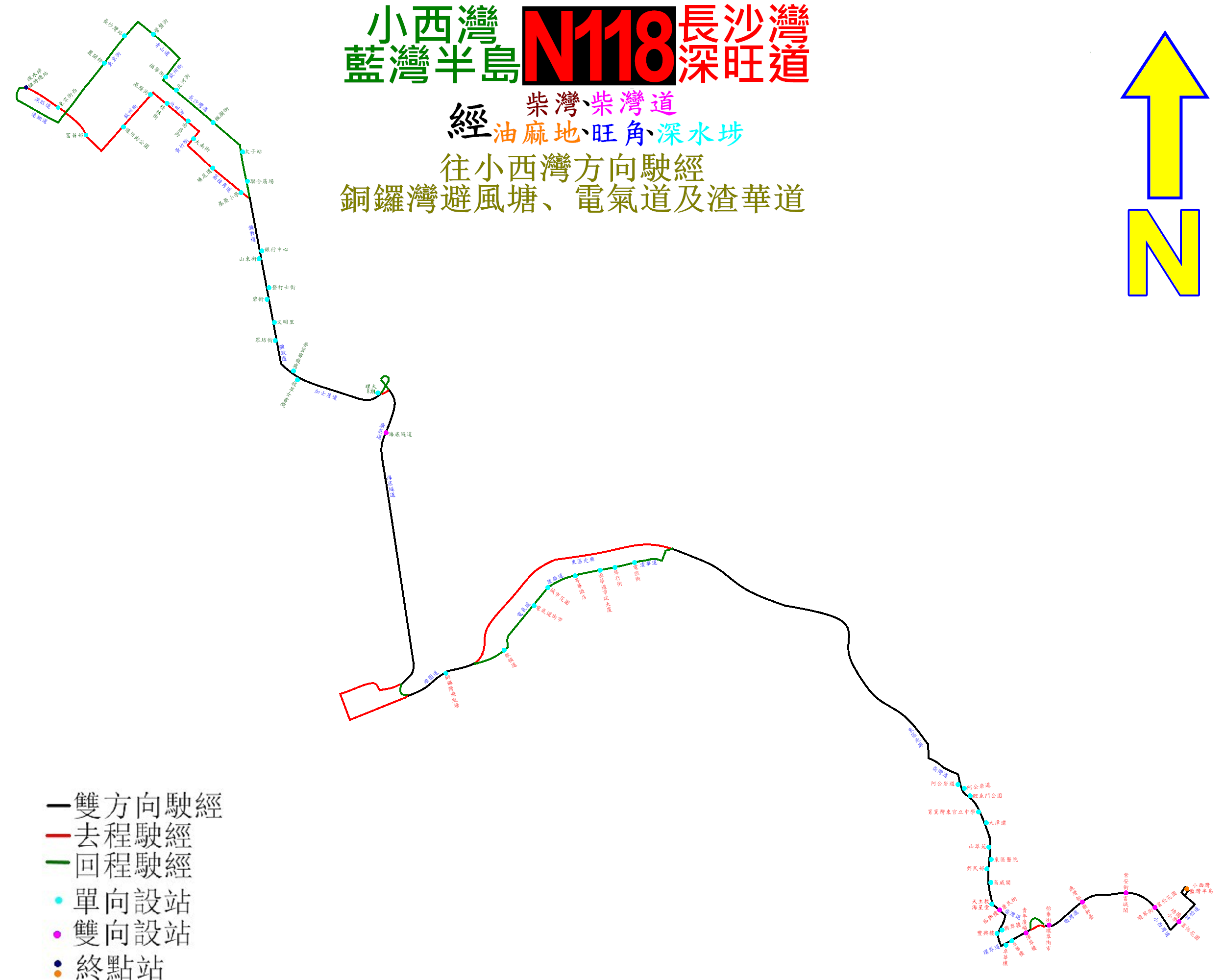
N118線的走線圖

| 小西灣（藍灣半島）開 | 小西灣（藍灣半島）開     | 小西灣（藍灣半島）開             | 長沙灣（深旺道）開 | 長沙灣（深旺道）開           | 長沙灣（深旺道）開       |
| 序號                 | 車站名稱                 | 位置                             | 序號               | 車站名稱                     | 位置                     |
| -------------------- | ------------------------ | -------------------------------- | ------------------ | ---------------------------- | ------------------------ |
| 1                    | 小西灣（藍灣半島）       | 小西灣（藍灣半島）公共運輸交匯處 | 1                  | 長沙灣（深旺道）巴士總站     | 長沙灣（深旺道）巴士總站 |
| 2                    | 小西灣邨                 | 小西灣道                         | 2                  | 西九龍法院大樓               | 東京街西                 |
| 3                    | 曉翠街                   | 小西灣道                         | 3                  | 麗閣邨                       | 東京街                   |
| 4                    | 富城閣                   | 柴灣道                           | 4                  | 長沙灣站                     | 東京街                   |
| 5                    | 樂軒臺                   | 柴灣道                           | 5                  | 營盤街                       | 青山道                   |
| 6                    | 環翠商場                 | 柴灣道                           | 6                  | 福華街                       | 欽州街                   |
| 7                    | 環翠邨澤翠樓             | 環翠道                           | 7                  | 北河街（Y24）                | 長沙灣道                 |
| 8                    | 興華邨卓華樓             | 環翠道                           | 8                  | 楓樹街                       | 長沙灣道                 |
| 9                    | 興華邨豐興樓             | 環翠道                           | 9                  | 太子站（S2）                 | 彌敦道                   |
| 10                   | 興華邨裕興樓             | 柴灣道                           | 10                 | 水渠道 （聯合廣場）（S7）    | 彌敦道                   |
| 11                   | 天主教海星堂             | 柴灣道                           | 11                 | 奶路臣街 （銀行中心）（S19） | 彌敦道                   |
| 12                   | 興民邨                   | 柴灣道                           | 12                 | 登打士街（S25）              | 彌敦道                   |
| 13                   | 山翠苑                   | 柴灣道                           | 13                 | （S32）                      | 彌敦道                   |
| 14                   | 筲箕灣官立中學           | 柴灣道                           | 14                 | 眾坊街（S36）                | 彌敦道                   |
| 15                   | 阿公岩道                 | 柴灣道                           | 15                 | 勞資審裁處                   | 加士居道                 |
| 16                   | 景隆街                   | 告士打道                         | 16                 | 香港理工大學第八期           | 漆咸道南                 |
| 17                   | 紅磡海底隧道轉車站（C1） | 康莊道                           | 17                 | 紅磡海底隧道轉車站（A5）     | 康莊道                   |
| 18                   | 拔萃女書院               | 加士居道                         | 18                 | 銅鑼灣避風塘                 | 維園道                   |
| 19                   | 眾坊街（N39）            | 彌敦道                           | 19                 | 歌頓道                       | 歌頓道                   |
| 20                   | 碧街（N47）              | 彌敦道                           | 20                 | 電氣道街市                   | 電氣道                   |
| 21                   | 山東街（N58）            | 彌敦道                           | 21                 | 城市花園                     | 電氣道                   |
| 22                   | 基榮小學                 | 荔枝角道                         | 22                 | 粵華酒店                     | 渣華道                   |
| 23                   | 塘尾道                   | 荔枝角道                         | 23                 | 渣華道街市                   | 渣華道                   |
| 24                   | 大南街                   | 黃竹街                           | 24                 | 琴行街                       | 渣華道                   |
| 25                   | 南昌街                   | 汝州街                           | 25                 | 電照街                       | 渣華道                   |
| 26                   | 桂林街                   | 汝州街                           | 26                 | 阿公岩道                     | 柴灣道                   |
| 27                   | 基隆街                   | 欽州街                           | 27                 | 鯉魚門公園                   | 柴灣道                   |
| 28                   | 通州街公園               | 欽州街                           | 28                 | 大潭道                       | 柴灣道                   |
| 29                   | 富昌邨                   | 深旺道                           | 29                 | 東區醫院                     | 柴灣道                   |
| 30                   | 東京街西                 | 深旺道                           | 30                 | 高威閣                       | 柴灣道                   |
| 31                   | 長沙灣（深旺道）巴士總站 | 長沙灣（深旺道）巴士總站         | 31                 | 康民街                       | 柴灣道                   |
|                      |                          |                                  | 32                 | 興華邨興翠樓                 | 環翠道                   |
| 33                   | 興華邨卓華樓             |                                  |                    |                              | 環翠道                   |
| 34                   | 青年廣場                 |                                  |                    |                              | 環翠道                   |
| 35                   | 怡泰街                   | 柴灣道                           |                    |                              |                          |
| 36                   | 漁灣邨                   | 柴灣道                           |                    |                              |                          |
| 37                   | 常安街                   | 柴灣道                           |                    |                              |                          |
| 38                   | 富欣花園                 | 小西灣道                         |                    |                              |                          |
| 39                   | 富怡道                   | 小西灣道                         |                    |                              |                          |
| 40                   | 小西灣（藍灣半島）       | 小西灣（藍灣半島）公共運輸交匯處 |                    |                              |                          |